# Zygmunt Woźniczka
Zygmunt Adam Woźniczka (ur. 14 września 1954 w Sosnowcu, zm. 23 lutego 2022 w Katowicach) – polski historyk, prof. dr hab.

## Życiorys
Był synem Zygmunta i Zofii. Ukończył studia na Wydziale Nauk Społecznych Uniwersytetu Śląskiego. 20 marca 1984 obronił pracę doktorską Ruch Obrońców Pokoju w Polsce 1948-1974, 26 stycznia 2001 habilitował się na podstawie pracy zatytułowanej Trzecia wojna światowa w oczekiwaniach emigracji i podziemia w kraju w latach 1944-1953. 20 stycznia 2021 nadano mu tytuł profesora w zakresie nauk humanistycznych. 
Został zatrudniony na stanowisku profesora w Wyższej Szkole Humanistycznej w Katowicach, Katedrze Socjologii na Wydziale Zarządzania, Informatyki i Nauk Społecznych Wyższej Szkole Biznesu w Dąbrowie Górniczej, Instytucie Nauk o Kulturze na Wydziale Humanistycznym Uniwersytetu Śląskiego w Katowicach oraz Wyższej Szkole Humanitas w Sosnowcu.
Został przewodniczącym i członkiem Komisji Historii Śląska Stacji Naukowej Polskiej Akademii Umiejętności w Katowicach. Opublikował 7 książek oraz ponad 130 artykułów. Był przewodniczącym Rady Muzeum Śląskiego w Katowicach oraz dyrektorem Instytutu Myśli Polskiej im. Wojciecha Korfantego. W latach 1994–1999 zasiadał w Okręgowej Komisji Badania Zbrodni przeciwko Narodowi Polskiemu w Katowicach. Badał zagadnienia przesiedleń ludności kresowej i wkład Kresowiaków w rozwój Śląska po II wojnie światowej. Był też członkiem Komisji Historycznej PAN w Katowicach. Zajmował się tematyką związana z podziemiem niepodległościowym po 1945 r. oraz emigracją polską w Londynie. W latach 2021–2022 członek Rady Naukowej Instytutu De Republica.
Zmarł na chorobę nowotworową 23 lutego 2022. Uroczystości pogrzebowe odbyły się w katedrze katowickiej 1 marca, przewodniczył im bp Marek Szkudło. Został odznaczony pośmiertnie Złotym Krzyżem Zasługi oraz Medalem Komisji Edukacji Narodowej i pochowany na Starym Cmentarzu w Kazimierzu Górniczym w Sosnowcu.

## Wybrane dzieła
- Represje na Górnym Śląsku po 1945 roku, Katowice 2010
- Katowice – Stalinogród – Katowice Z dziejów miasta 1948-1956, Katowice 2007
- Katowice 1945–1950 Pierwsze powojenne lata polityka-społeczeństwo-kultura, Katowice 2004
- Trzecia wojna światowa w oczekiwaniach emigracji i podziemia w kraju w latach 1944–1953, Katowice 1999
- Z Górnego Śląska do sowieckich łagrów – wiosna 1945, Katowice 1996
- Podziemie po 1945 na Górnym Śląsku i w Zagłębiu Dąbrowskim (zarys problemu), Katowice 1992
- Dąbrowa Górnicza. Monografia, red. całości Arkadiusz Rybak, Andrzej J. Wójcik, Zygmunt Woźniczka
- Obóz dwóch totalitaryzmów. Jaworzno 1943–1956. T 1, red. Kazimierz Miroszewski, Zygmunt Woźniczka, Jaworzno 2007
- Śląska codzienność po drugiej wojnie światowej, Katowice 2006
- Zakończenie wojny na Górnym Śląsku, Katowice 2006
- Historia martyrologii więźniów obozów odosobnienia w Jaworznie 1939-1956, Kazimierz Miroszewski, Zygmunt Woźniczka, Jaworzno 2002.

## Odznaczenia i nagrody
- Złoty Krzyż Zasługi (2022)[11]
- Medal Komisji Edukacji Narodowej (2022)[11]
- Złota odznaka Za Zasługi dla Śląskiej Chorągwi ZHP (2022)[11]
- Nagroda im. Wojciecha Korfantego (2007)[12]
- Medal „Pro Memoria”[12]
- Gwiazda Górnośląska (2021)[13][14]